# Đội tuyển bóng đá bãi biển quốc gia Kuwait
Đội tuyển bóng đá bãi biển quốc gia Kuwait đại diện Kuwait ở các giải thi đấu bóng đá bãi biển quốc tế và được điều hành bởi Hiệp hội bóng đá Kuwait, cơ quan quản lý bóng đá ở Kuwait.

## Đội hình hiện tại
Chính xác tính đến tháng 3 năm 2011
Ghi chú: Quốc kỳ chỉ đội tuyển quốc gia được xác định rõ trong điều lệ tư cách FIFA. Các cầu thủ có thể giữ hơn một quốc tịch ngoài FIFA.
| Số | VT | Quốc gia | Cầu thủ            |
| -- | -- | -------- | ------------------ |
| —  | TM |          | Nawaf Hajiah       |
| —  | TĐ |          | Yousef Alsaqer     |
| —  | TĐ |          | Soud Alotaibi      |
| —  | TĐ |          | Meshari Alhezami   |
| —  | HV |          | Mubarak Alsuabaie  |
| —  | HV |          | Abdulwahhab Alsafi |

| Số | VT | Quốc gia | Cầu thủ           |
| -- | -- | -------- | ----------------- |
| —  | TĐ |          | Omar Aljaser      |
| —  | TĐ |          | Abdulaziz Aleid   |
| —  | TĐ |          | Ahmad Albuloushi  |
| —  | HV |          | Salem Amaan       |
| —  | TM |          | Khaled Alotaibi   |
| —  | TM |          | Mohammad Ashknani |

Huấn luyện viên: Jali Al Juraid

## Thành tích
- Thành tích tốt nhất tại Vòng loại giải vô địch bóng đá bãi biển thế giới khu vực châu Á: Hạng 10
  - 2011
- Thành tích tốt nhất tại Đại hội thể thao bãi biển châu Á: Hạng 13
  - 2010